# Sanna 11-22
Sanna 11-22 släpptes den 7 mars 2007 och är ett samlingsalbum med den svenska sångerskan Sanna Nielsen. Det placerade sig som högst på 19:e plats på den svenska albumlistan. Albumet innehåller även nyinspelat material, i form av "Loneliness" och "Surrender". Albumets namn kommer av att hon gjorde inspelningarna mellan 11 och 22 års ålder, och att tiden däremellan omfattar just elva år (1996-2007).

## Låtlista
1. Vågar du, vågar jag
2. Surrender
3. Loneliness
4. Nära mig
5. Rör vid min själ (You Raise Me Up)
6. Koppången
7. Du och jag mot världen (duett: Sanna Nielsen-Fredrik Kempe)
8. Hela världen för mig
9. Där bor en sång
10. I går, i dag
11. Time to Say Goodbye
12. Till en ängel
13. En gång när jag blir stor
14. Änglafin

## Listplaceringar
| Lista (2007) | Topplacering |
| ------------ | ------------ |
| Sverige      | 19 .         |